# Liste der Biografien/Moni
Liste der Biografien |
Portal Biografien |
Personensuche
# |
A |
B |
C |
D |
E |
F |
G |
H |
I |
J |
K |
L |
M |
N |
O |
P |
Q |
R |
S |
T |
U |
V |
W |
X |
Y |
Z |
?
 
Ma |
Mb |
Mc |
Md |
Me |
Mf |
Mg |
Mh |
Mi |
Mj |
Mk |
Ml |
Mm |
Mn |
Mo |
Mp |
Mq |
Mr |
Ms |
Mt |
Mu |
Mv |
Mw |
Mx |
My |
Mz
 
Moa |
Mob |
Moc |
Mod |
Moe |
Mof |
Mog |
Moh |
Moi |
Moj |
Mok |
Mol |
Mom |
Mon |
Moo |
Mop |
Moq |
Mor |
Mos |
Mot |
Mou |
Mov |
Mow |
Mox |
Moy |
Moz
 
Mona |
Monb |
Monc |
Mond |
Mone |
Monf |
Mong |
Monh |
Moni |
Monj |
Monk |
Monl |
Monm |
Monn |
Mono |
Monr |
Mons |
Mont |
Monu |
Monv |
Mony |
Monz
Die Liste der Biografien führt alle Personen auf, die in der deutschsprachigen Wikipedia einen Artikel haben. Dieses ist eine Teilliste mit 81 Einträgen von Personen, deren Namen mit den Buchstaben „Moni“ beginnt.

## Moni
- Moni, Dipu (* 1965), bangladeschische Politikerin, Außenministerin Bangladeschs (seit 2009)
- Moni, Héctor (1936–2022), argentinischer Ruderer
- Moni, Ritu (* 1993), bangladeschische Cricketspielerin

### Monib
- Moniba, Henry Fumba (1937–2004), liberianischer Politiker

### Monic
- Monica (* 1980), US-amerikanische SängerinMonica (* 1980)

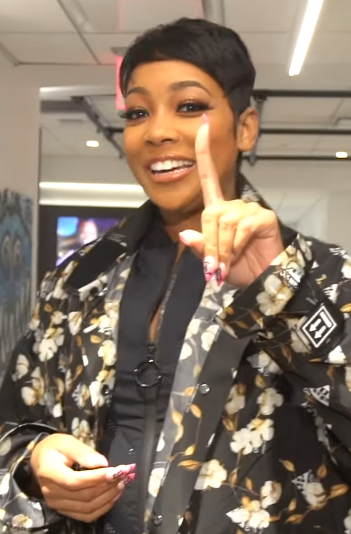
Monica (* 1980)

- Monicelli, Mario (1915–2010), italienischer Regisseur
- Monich, Walter, deutscher Bildhauer
- Monichon, Pierre (1925–2006), französischer Musikpädagoge und -wissenschaftler, Erfinder des Harmonéon
- Monico, Giacomo (1776–1851), italienischer katholischer Bischof und Kardinal
- Monico, Michael (* 1947), US-amerikanischer Rechtsanwalt
- Monico, Ubaldo (1912–1983), Schweizer Lehrer, Holzschnitzer und Maler

### Monie
- Monie Love (* 1970), britische Rapperin, MC und Radiomoderatorin in den USA
- Monie, Nora (* 1997), kamerunische Diskuswerferin
- Monien, Burkhard (* 1943), deutscher Informatiker
- Monien, Dieter (* 1950), deutscher Sportschütze
- Monien, Julius (1842–1897), deutscher Landschaftsmaler
- Monien, Nico (* 1990), deutscher Rennfahrer
- Monier, Albert (1915–1998), französischer Fotograf
- Monier, Damien (* 1982), französischer Radrennfahrer
- Monier, Frédéric (1842–1908), französischer Politiker
- Monier, Joseph (1823–1906), französischer Gärtner, erfand den StahlbetonJoseph Monier (1823–1906)

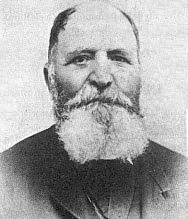
Joseph Monier (1823–1906)

- Monier, Maurice (* 1952), französischer Priester, Pro-Dekan der Römischen Rota
- Monier, Robert (1885–1944), französischer Segler und Rugbyspieler
- Monier, Serag (1904–1957), ägyptischer Schauspieler
- Monier-Williams, Monier (1819–1899), englischer Indologe, Sanskritwissenschaftler und Orientalist
- Moniez, Romain Louis (1852–1936), französischer Mediziner und Zoologe

### Monig
- Mönig, Roland (* 1965), deutscher Kunsthistoriker und Leiter des Von der Heydt-Museums in Wuppertal
- Mönig-Raane, Margret (* 1948), deutsche Gewerkschafterin, Vorstandsmitglied von Ver.di
- Monighetti, Costantino (1818–1895), Schweizer Rechtsanwalt, Richter, Politiker der Freisinnig-Demokratische Partei, Gemeindepräsident, Tessiner Grossrat und Ständerat
- Monighetti, Ippolito (1819–1878), russischer Architekt und Aquarellist
- Monighetti, Ivan (* 1948), russischer Cellist und Dirigent
- Moniglia, Giovanni Andrea (1625–1700), italienischer Arzt, Dramatiker und Librettist des Barock

### Monik
- Monika (* 1985), griechische Musikerin und Komponistin
- Monika Marija (* 1998), litauische Sängerin
- Monika von Tagaste († 387), Mutter des AugustinusMonika von Tagaste († 387)

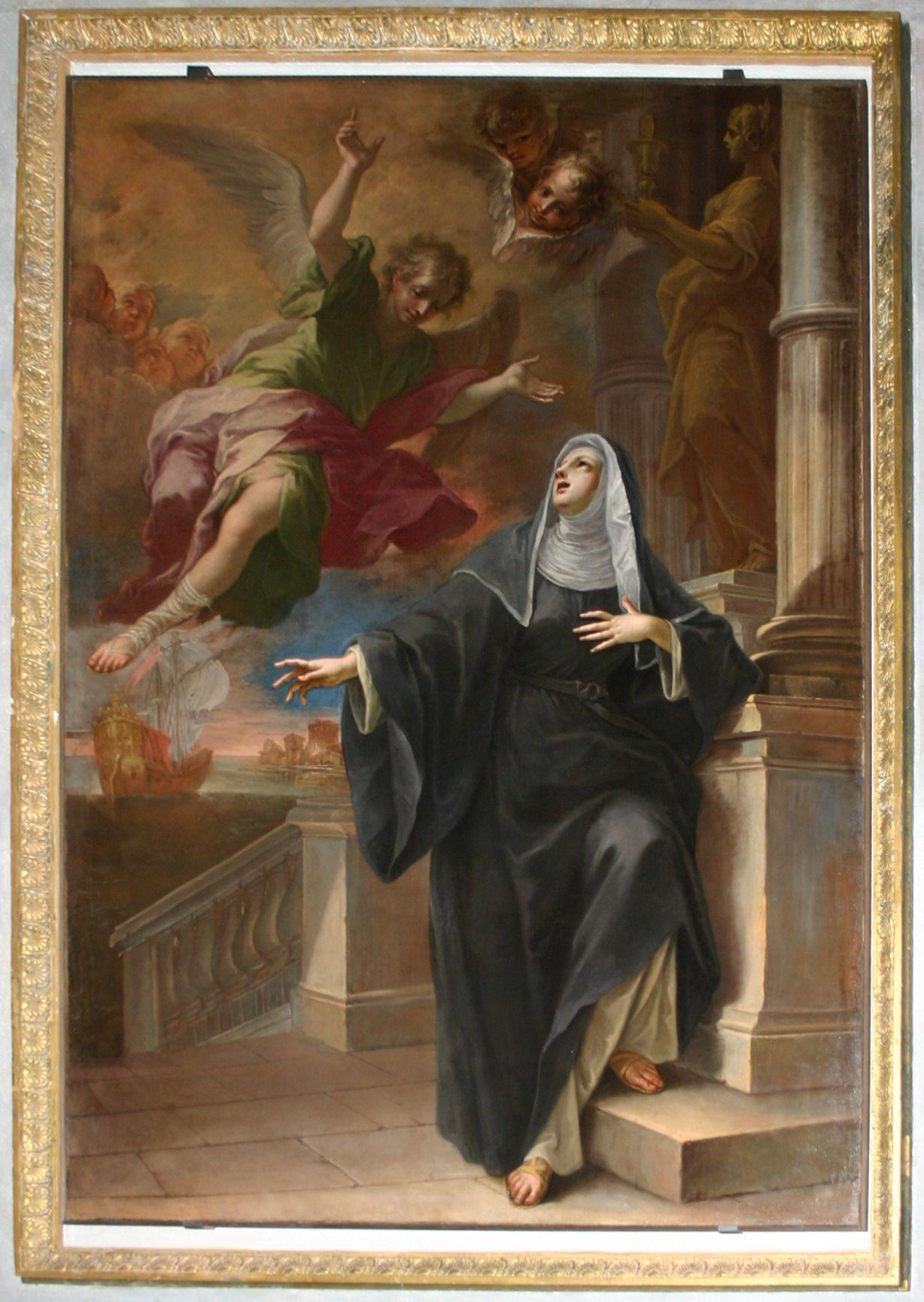
Monika von Tagaste († 387)

- Mönikes, Anna (1905–1995), deutsche Pädagogin und Politikerin (CDU), MdB
- Mönikes, Martin (* 1948), deutscher Journalist und Bürgermeister der Gartenstadt Stadt Haan
- Moníková, Libuše (1945–1998), tschechische deutschsprachige Schriftstellerin

### Monim
- Monimos, antiker kynischer Philosoph

### Monin
- Monin, Andrei Sergejewitsch (1921–2007), russischer Mathematiker und Physiker
- Monin, Jean-Michel (* 1967), französischer Radrennfahrer
- Moninckx, Machteld, niederländische Malerin
- Moninckx, Maria (* 1676), niederländische Illustratorin und Stilllebenmalerin
- Monineath, Norodom (* 1936), Königinmutter von Kambodscha
- Moning, Arnhild (1953–2021), deutsche politische Beamtin (SPD)
- Moning, Erich (1902–1967), deutscher Politiker (NSDAP, später parteilos)
- Moning, Karen Marie (* 1964), US-amerikanische Schriftstellerin
- Moning, Siegfried (1920–1989), deutscher Kommunalpolitiker der SPD
- Moninger, Johann († 1584), deutscher Poet, Historiker, Arzt, Apotheker und Archivar
- Moninger, Scott (* 1966), US-amerikanischer Radrennfahrer
- Moñino y Redondo, José (1728–1808), spanischer Jurist, Staatsmann und Ministerpräsident
- Monino, Frédéric (* 1965), französischer Jazzbassist
- Moninot, Bernard (* 1949), französischer Maler, Zeichner und Objektkünstler

### Monio
- Moniotte, Sophie (* 1969), französische Eiskunstläuferin
- Monioudis, Perikles (* 1966), Schweizer Schriftsteller, Journalist und Verleger

### Moniq
- Mo’Nique (* 1967), US-amerikanische Schauspielerin
- Monique (* 1977), Schweizer SchlagersängerinMonique (* 1977)

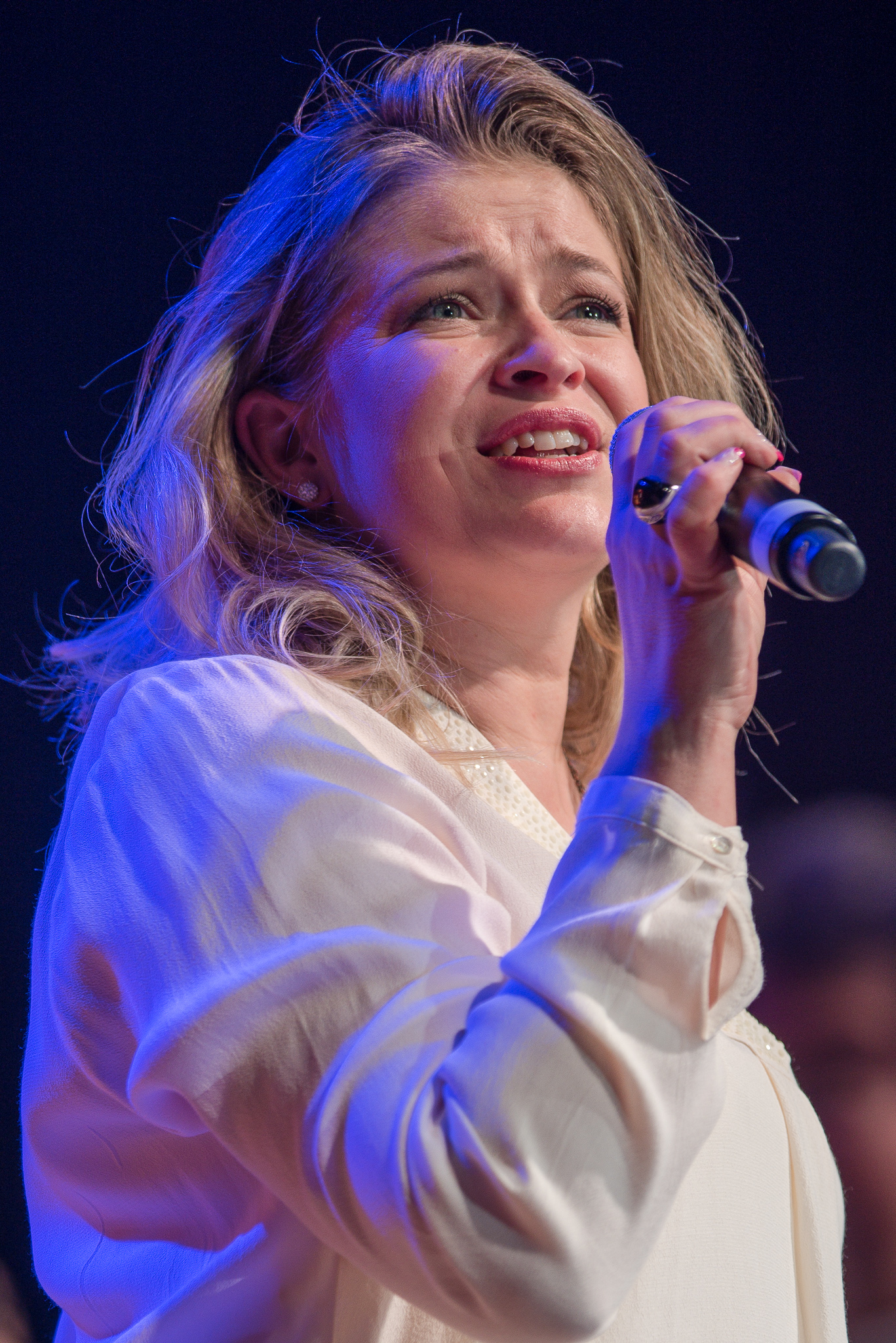
Monique (* 1977)

- Moniquet, Sylvain (* 1998), belgischer Radrennfahrer

### Monis
- Monis, Alex (* 2003), philippinisch-US-amerikanischer Fußballspieler
- Monis, Claire (1922–1967), französische Sängerin, Theaterschauspielerin, Widerstandskämpferin und Holocaustüberlebende
- Monis, Cyprian (* 1945), indischer Geistlicher und emeritierter römisch-katholischer Bischof von Asansol
- Monis, Ernest (1846–1929), französischer Politiker
- Monis, Joshua (* 1996), österreichischer Influencer
- Monissen, Hans Georg (1937–2021), deutscher Wirtschaftswissenschaftler

### Monit
- Monitor von Orléans, katholischer Bischof von Orléans in Frankreich und Heiliger der römisch-katholischen Kirche
- Monitor, Ingo (* 1980), deutscher Filmregisseur, Drehbuchautor und Filmeditor

### Moniu
- Mönius, Mathias (* 1963), deutscher Dirigent und Pianist
- Moniuszko, Stanisław (1819–1872), polnischer Adliger, Komponist, Dirigent und Lehrer

### Moniw
- Moniwa, Teruyuki (* 1981), japanischer Fußballspieler

### Moniz
- Moniz, António Egas (1874–1955), portugiesischer Neurologe und PolitikerAntónio Egas Moniz (1874–1955)

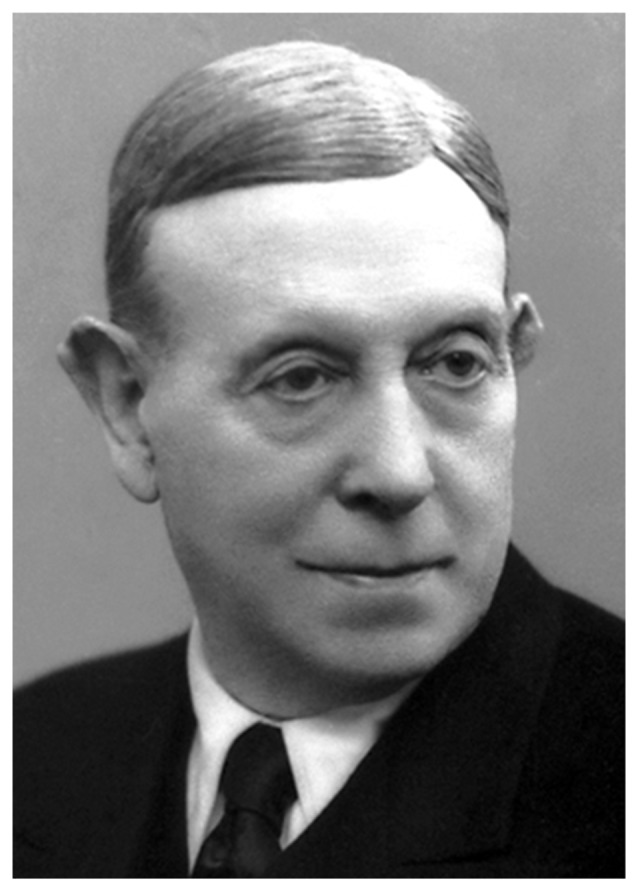
António Egas Moniz (1874–1955)

- Moniz, Carmelita Caetano (* 1969), osttimoresische Politikerin
- Moniz, Egas († 1146), portugiesischer Adliger
- Moniz, Elias Pereira, osttimoresischer Unabhängigkeitsaktivist und Politiker
- Moniz, Ernest (* 1944), US-amerikanischer Physiker und Politiker
- Moniz, Gertrudes Araújo (* 1967), osttimoresische Politikerin
- Moniz, Júlio Botelho (1900–1970), portugiesischer General
- Moniz, Justina (1959–2020), osttimoresische Freiheitskämpferin
- Moniz, Kelia (* 1993), hawaiianische Surferin
- Moniz, Lúcia (* 1976), portugiesische Sängerin und Schauspielerin
- Moniz, Ricardo (* 1964), niederländischer Fußballspieler und Fußballtrainer
- Moniz, Wendy (* 1969), US-amerikanische Schauspielerin